# Gliese 581 g
Gliese 581 g —Pronunciación en alemán: /ˈɡliːzə/; también conocido como Gl 581 g o GJ 581 g y, no oficialmente, Zarmina— es un planeta no confirmado del sistema planetario de la enana roja Gliese 581, ubicado a 20,3 años luz de la Tierra, en la constelación de Libra. Es el sexto planeta descubierto en el sistema planetario Gliese 581 y el cuarto en orden sucesivo a la distancia de su estrella. El descubrimiento fue anunciado por el Programa de Búsqueda de Planetas de Lick-Carnegie a finales de 2010, después de una década de observación. Sin embargo, el equipo de estudio de ESO/HARPS afirma que el planeta no existe.
El planeta fue detectado mediante mediciones de la velocidad radial combinando 122 observaciones obtenidas a través de 11 años del instrumento HIRES del telescopio Keck 1 y 119 mediciones obtenidas a través de 4,3 años desde el instrumento HARPS del telescopio de 3,6 metros de ESO en el Observatorio de La Silla en Chile.
Gliese 581 g atrajo atención porque, si existiera, estaría cerca del medio de la zona habitable de su estrella madre. Eso significa que podría tener agua líquida en su superficie y podría potencialmente albergar vida similar al de la Tierra; sin embargo, el planeta se espera que tenga una temperatura alrededor de -37 a -12 centígrados. Si es un planeta rocoso, las condiciones atmosféricas favorables podría permitir la presencia de agua líquida, una necesidad para toda la vida conocida, en su superficie. Con una masa de 3.1 a 4.3 más grande que la Tierra, Gliese 581 g es considerado una supertierra, la más cercana a la Tierra en zona habitable. Lo convierte en el planeta Ricitos de Oro similar a la Tierra encontrado fuera del sistema solar y el exoplaneta con un gran potencial para alojar la vida.
Después de restar las señales de los previamente conocidos planetas de Gliese 581 b, c, d y e, las señales de dos planetas adicionales fueron evidentes: una señal de 445 días a partir de un planeta recién reconocido más remoto designado f y la señal de 37 días a partir de Gliese 581 g. La probabilidad de que la detección de este último fuera falsa se estimó en 2,7 en un millón.

Un estudio realizado en 2014 llegó a la conclusión de que Gliese 581 d es "un artefacto de la actividad estelar que, cuando se corrige de forma incompleta, causa la falsa detección del planeta Gliese 581 g". Este estudió concluyó que el planeta no existe.

## Descubrimiento

Las órbitas del sistema planetario Gliese 581. En la imagen, Gliese 581 g se representa con una órbita circular entre c y d.

El planeta fue detectado por un equipo de astrónomos en el programa de búsqueda de exoplanetas de Lick-Carnegie, dirigido por el investigador principal Steven Vogt, profesor de astronomía y astrofísica en la Universidad de California en Santa Cruz y el coinvestigador Paul Butler del Instituto Carnegie de Washington. El planeta se cree que tiene una masa de entre tres a cuatro veces mayor que la de la Tierra y un periodo orbital de un poco menos de 37 días, orbitando a una distancia de 0.146 UA de su estrella madre. Se cree que tiene una masa de entre 3,1 a 4,3 veces la de la Tierra y un radio de 1,3 a 2,0 veces la de la Tierra (1,3 a 1,5 veces la Tierra si es predominantemente rocoso, 1,7 a 2,0 veces la Tierra, si es en su mayor parte hielo de agua). Su masa indica que probable sea un planeta rocoso con una superficie sólida. La gravedad de la superficie del planeta se espera que esté en el rango de 1,1 a 1,7 veces la de Tierra, lo suficiente para mantener una atmósfera que es probable que sea más densa que la terrestre.
Steven Vogt, adoptó de manera no oficial el nombre de "Zarmina" para el planeta, en honor a su esposa.
El descubrimiento de un planeta habitable tan temprano en la búsqueda de exoplanetas, después de que los científicos hayan supervisado un número relativamente pequeño de estrellas para este fin, podría significar que este tipo de planetas están mucho más distribuidos de lo que se había creído. Vogt cree ahora que la relación de sistemas con planetas habitables es del 10-20 %.
El equipo de Carnegie-Lick explicó los resultados de su investigación en un artículo publicado en la revista Astrophysical Journal.

### Sin detección en los nuevos análisis de datos de HARPS
Según los últimos datos del espectrógrafo HARPS, tomados durante 6,5 años con 179 mediciones el planeta podría no existir. Así lo ha comunicado de forma extraoficial el astrónomo suizo Francesco Pepe, que trabaja con el HARPS, situado en el telescopio de 3,6 metros de La Silla (Chile). Steven Vogt y su equipo usaron datos del Keck y también del HARPS, pero solo los obtenidos hasta 2008.
Vogt respondido a las últimas consideraciones al decir, "no estoy demasiado sorprendido por esto ya que son señales muy débiles, y la adición de 60 puntos sobre 119, no necesariamente se traducen en grandes ganancias en la sensibilidad." Advirtió que debido a que ambos conjuntos de datos pueden ser necesarios para detectar el planeta la no detección en este estudio no crea un caso fuerte para que el planeta no exista. Más recientemente, Vogt agregó, "confío en que reportamos de forma precisa y honesta nuestras incertidumbres y hemos hecho un profundo y responsable trabajo en extraer la información que este conjunto de datos tiene para ofrecer. Estoy seguro de que cualquier persona que analice de forma independiente este conjunto de datos llegará a las mismas conclusiones"

Las diferencias en los resultados de los dos grupos tal vez sea por la implicación de las características orbitales asumidas del planeta en los cálculos. Según la astrónoma del MIT Sara Seager, Vogt postula que los planetas alrededor de Gliese 581 tienen órbitas perfectamente circulares mientras que el grupo suizo cree que las órbitas eran más elongadas. Esta diferencia de enfoque puede ser la razón de su discrepancia, de acuerdo con Alan Boss. Butler señaló que con observaciones adicionales, "yo esperaría que en la escala de tiempo de un año o dos, esto debería de estar resuelto." Otros astrónomos también apoyaron una evaluación deliberada: Seager declaró: "Vamos a tener un consenso en algún momento, yo no creo que tengamos que votar ahora mismo. y Ray Jayawardhana señaló, "Teniendo en cuenta las implicaciones sumamente interesante de este descubrimiento, es importante obtener una confirmación independiente." Gliese 581 g aparece como no confirmado en la Enciclopedia de Planetas Extrasolares.

#### Análisis errado de información
En diciembre de 2010, un error metodológico fue revelado en el análisis de información que conducía al "descubrimiento" de Gliese 581 f y g. El equipo en torno a Steven Vogt infirió el número de exoplanetas mediante una reducción de Chi cuadrado, aunque los modelos orbitales no son lineales en los parámetros del modelo. Por lo tanto, la reducción de Chi cuadrado no es un diagnóstico certero. De hecho, una investigación de los residuos de ajuste mostraron que los datos utilizados por el equipo de Vogt en realidad prefiere un modelo con cuatro planetas, no seis, de acuerdo con los resultados del equipo de Francesco Pepe.

### Análisis adicionales de información HIRES/HARPS
Otras re-análisis encontraron evidencia no clara para un quinto señal planetario en el sistema de información HIRES/HARPS. La afirmación aclara que la información HARPS solo proporciona evidencia para señales de cinco planetas, mientras la incorporación de ambas informaciones muestra actualmente degradado la evidencia para más de cuatro planetas (ejemplo, ninguno para 581 f o 581 g). Mikko Tuomi de la Universidad de Turku interpretó un análisis bayesiano de la información de HARPS y HIRES con el resultado de que ellos «no implican la conclusión que hay dos acompañantes que orbitan Gliese 581».
«Estudié el estudio detalladamente y no estoy de acuerdo con sus conclusiones», dijo Steven Vogt en respuesta, preocupado que Gregory haya considerado la información de HIRES como poco certero. La pregunta de la existencia de Gliese 581 g no se resolverá definitivamente hasta que los investigadores reúnan más datos de velocidad radial de alta precisión, dijo Vogt.
Otros investigadores han llegado a conclusiones diferentes. Basándose en un número de análisis estadísticos, Guillen Anglada-Escude del Instituto Carnegie de Washington concluyó que la existencia de Gliese 581 g estuvo bien apoyada por información disponible, a pesar de la presencia de una degeneración estadística que deriva de un alias de la primera armonía excéntrica de otro planeta en el sistema. En un próximo estudio, Anglada-Escude y Rebakah Dawson afirman: «Con la información que tenemos, la explicación más posible es que este planeta sigue ahí».

## Características físicas

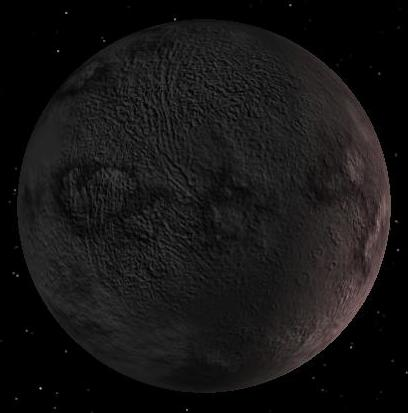
Gliese 581 g visto con el programa Celestia.

Gliese 581 g tiene un período orbital de 37 días, orbitando a una distancia de 0.146 UA de su estrella madre. Se cree que tiene una masa entre 3.1 y 4.3 veces la de la Tierra y un radio de 1.3 a 2.0 veces mayor del terrestre (1.3 a 1.5 mayor si tiene roca predominante, 1.7 a 2.0 mayor si tiene hielo predominante). Su masa indica que es probablemente un planeta rocoso con superficie sólida. La gravedad superficial del planeta se estima que está en un intervalo entre 1.1 y 1.7 por encima de la terrestre, suficiente para mantener una atmósfera mucho más densa que el de la Tierra.

## Habitabilidad

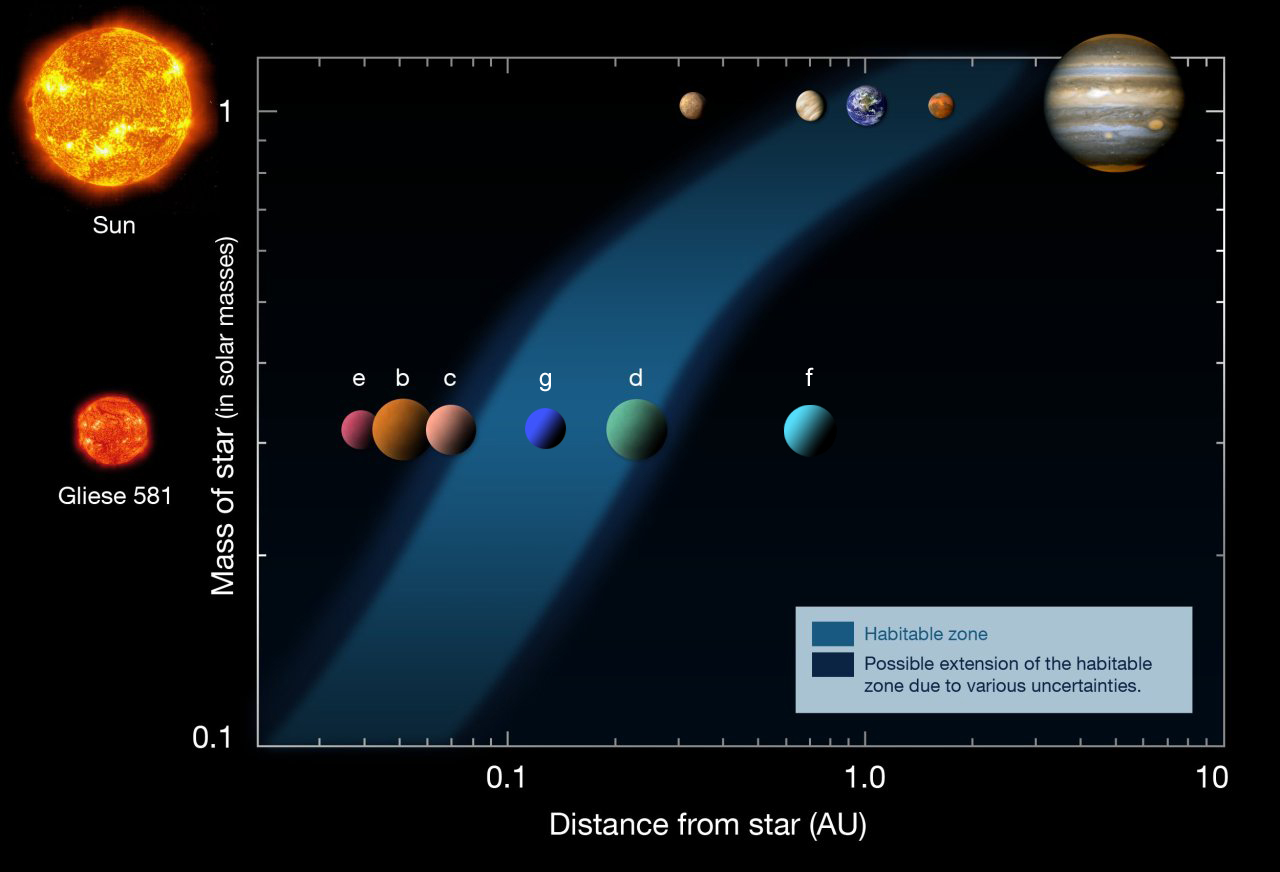
Esquema gráfico mostrando a Gliese 581 g en la zona de habitabilidad. Además, se muestra una comparación entre la distancia de la Tierra al Sol, y Gliese 581 g a su estrella madre.

En una entrevista con Lisa-Joy Zgorski de la National Science Foundation, se le preguntó a Steven Vogt qué pensaba acerca de las posibilidades de que exista vida en Gliese 581 g. Vogt se mostró optimista: «Yo no soy un biólogo, ni pretendo parecerlo en la televisión. Personalmente, dada la omnipresencia de la vida y la propensión a florecer allí donde puede, yo diría que, mi sensación personal es que las posibilidades de la vida en este planeta son del 100%, casi no tengo la menor duda». De acuerdo con la entrevista de la AP con Steven Vogt, «la vida en otros planetas no significa ET. Incluso simples bacterias unicelulares, o el equivalente al moho de ducha, sacudiría las percepciones acerca de la singularidad de la vida en la Tierra».

### Efectos atmosféricos
Los modelos teóricos de los mundos con anclaje por marea predicen que en ciertas condiciones, los compuestos volátiles como el agua y el dióxido de carbono, si están presentes, se evaporarían en el calor abrasador del lado que mira hacia el Sol y migrarían hacia el lado nocturno más fresco, donde se condensaría para formar capas de hielo. Con el tiempo, la atmósfera entera podría congelarse en el lado nocturno del planeta. Por otra parte, una atmósfera lo suficientemente masiva como para ser estable podría hacer distribuir el calor de manera más uniforme, lo que permitiría una amplia zona habitable en la superficie. Por ejemplo, Venus tiene una velocidad de rotación solar de aproximadamente 117 veces más lenta que la Tierra, produciendo días y noches prolongados. A pesar de la desigual distribución de la luz del sol durante intervalos de tiempo más cortos que varios meses, las áreas no iluminadas de Venus se mantienen casi tan calientes como el lado diurno por los vientos que circulan de forma global. Las simulaciones han demostrado que una atmósfera que contenga niveles adecuados de efecto invernadero CO2 y H2O necesita solo una décima parte de la presión atmosférica de la Tierra (100 mb) para distribuir de manera eficaz el calor al lado nocturno. Sin embargo, debido a la luz abrumadora de su estrella, la tecnología actual es incapaz de determinar la composición de la atmósfera o de la superficie de Gliese 581 g.
La mayor masa de Gliese 581 g tiende a comprimir su atmósfera (es decir, reducir su escala de altura) en relación con la Tierra.

### Anclaje por marea
Debido a la proximidad Gliese 581 g a su estrella madre, se prevé que esté anclado por marea a Gliese 581. Al igual que nuestra Luna que siempre presenta la misma cara hacia la Tierra, la longitud del día sideral de Gliese 581 g entonces coincidiría precisamente con la longitud de su año, en el sentido de que en su superficie, una mitad va estar permanentemente en la luz y la otra mitad permanentemente en la oscuridad. El anclaje por marea significa que el planeta no tiene inclinación axial y por lo tanto no tiene estacionalidad en el sentido convencional.
Con un lado del planeta siempre de frente a la estrella, las temperaturas podrían oscilar entre un calor ardiente en el lado de la luz a la congelación de frío en el lado oscuro, con continuas temperaturas similares a la Tierra imaginables a lo largo del terminador (la zona entre el lado brillante y el lado oscuro) conocido informalmente como la zona del crepúsculo debido al estado permanente de la salida y puesta del sol como el crepúsculo.

### Temperaturas
| Temperatura Comparaciones        | Venus          | Tierra         | Gliese 581 g                    | Marte          |
| Temperatura de Equilibrio Global | 307 K (34 °C)  | 255 K (−18 °C) | 209 K (−64 °C) a 228 K (−45 °C) | 206 K (−67 °C) |
| + Venus GEI                      | 737 K (464 °C) |                |                                 |                |
| + Tierra GEI                     |                | 288 K (15 °C)  | 236 K (−37 °C) a 261 K (−12 °C) |                |
| + Marte GEI                      |                |                |                                 | 210 K (−63 °C) |
| Anclado por marea                | Casi           | No             | Probablemente                   | No             |
| Refs.                            |                |                |                                 |                |

Su masa indica que es probable que sea un planeta rocoso con una superficie definida y que tiene la gravedad suficiente como para retener una atmósfera. Se estima que la temperatura media de equilibrio global (la temperatura en la ausencia de efectos atmosféricos) de Gliese 581 g varía desde 209 hasta 228 K (-64 a -45 °C o -84 a -49 °F) por albedo de Bond (reflectividad) de 0,5 a 0,3 (con el último siendo más característico del interior del Sistema Solar). Adicionando un efecto invernadero similar al de la Tierra se obtiene una temperatura media de la superficie en el rango de 236 a 261 K (-37 a -12 °C o -35 a 10 °F). Un factor que podría dar Gliese 581 g un efecto invernadero mayor que la Tierra es la posibilidad de que el planeta siendo más masivo también tenga una atmósfera más masiva.
En comparación, en el presente la temperatura media de equilibrio global de la Tierra es de 255 K (-18 °C), que se eleva a 288 K (15 °C) por el efecto invernadero. Sin embargo, cuando la vida se desarrolló pronto en la historia de la Tierra, se cree que la potencia energética del Sol, era de sólo un 75% de su valor actual, lo que habría correspondientemente disminuido la temperatura de equilibrio de la Tierra en las mismas condiciones de albedo. Sin embargo, la Tierra mantuvo la temperatura estable en esa época, tal vez con un efecto invernadero más intenso, o un albedo menor, que en la actualidad.
Actualmente, las temperaturas de la superficie de Marte varían desde un mínimo de alrededor de -87 °C (-125 °F) durante el invierno polar a un máximos de hasta -5 °C (23 °F) en verano. La amplia gama se debe a que la enrarecida atmósfera, que no puede almacenar mucho calor solar, y la baja inercia térmica del suelo. Temprano en su historia, una atmósfera más densa podría haber permitido la formación de un océano en Marte.

### Potencial para la vida
En una entrevista con Lisa-Joy Zgorski de la Fundación Nacional de Ciencia, le preguntaron a Steven Vogt si creía que hubiese vida en Gliese 581 g. Vogt fue optimista: «No soy biólogo, ni quisiera interpretar a uno en televisión. Personalmente, la ubicuidad y la probabilidad de vida para que crezca rápidamente donde quiera que pueda. Diría que, en mi sentido personal, que las oportunidades de vida en ese planeta son del 100%. Casi no tengo ninguna duda sobre eso». En el mismo artículo, Dr. Seager es citado diciendo «Todos estamos tan concentrados en afirmar que ahí está el próximo lugar donde buscaremos vida, pero no es un buen planeta para seguir». Según Vogt, el largo tiempo de vida de las enanas rojas mejora las oportunidades de vida. «Es muy difícil detener la vida una vez que entregaste las condiciones adecuadas», pronuncia. «La vida en otros planetas no significa E.T. Incluso, una simple célula, bacteria o el equivalente de una alfombra de moho sacudiría las percepciones sobre la exclusividad de la vida en la Tierra».

## Una nueva era de descubrimientos

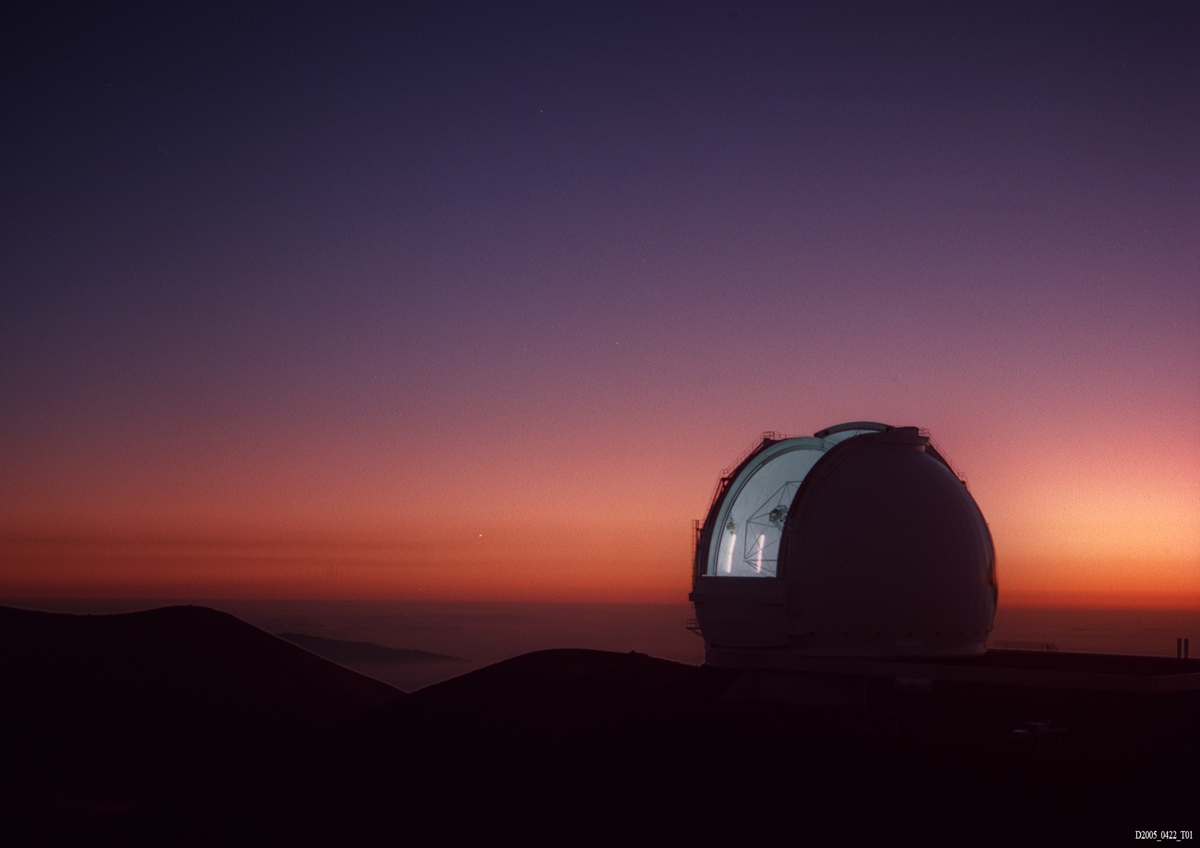
El telescopio Keck en el crepúsculo.

Los científicos han monitorizado un número relativamente pequeño de estrellas en la búsqueda de exoplanetas. El descubrimiento de un planeta potencialmente habitable como Gliese 581 g tan temprano en la búsqueda podría significar que los planetas habitables se distribuyen más ampliamente de lo que se creía anteriormente. Según Vogt, el descubrimiento "implica un interesante límite inferior en la fracción de estrellas que tienen al menos un potencial planeta habitable, ya que hay solo 116 ~ estrellas conocidas del tipo solar o más viejas a una distancia de 6,3 parsec de Gliese 581." Esto presagia encontrar lo que Vogt describe como una nueva, segunda era de descubrimientos en exoplanetología.
 La confirmación por otros equipos a través de velocidades radiales adicionales de alta precisión sería muy bienvenida. Pero si GJ 581 g es confirmada por un examen de VR más profundo, el mero hecho de que un planeta habitable se haya detectado tan pronto, en torno a una estrella cercana, sugiere que (η⊕) bien podría ser del orden de unas pocas decenas de por ciento, y por lo tanto que o fuimos increíblemente afortunados en esta detección precoz, o realmente estamos en el umbral de una segunda Edad de los Descubrimientos.
Si la fracción de estrellas con planetas potencialmente habitables (η⊕, "eta-Tierra") es del orden de unas pocas decenas de por ciento, como Vogt propone, y el vecindario estelar del Sol es una muestra típica de la galaxia, a continuación, el descubrimiento de Gliese 581 g en la zona habitable de su estrella apunta al potencial de miles de millones de planetas similares a la Tierra en nuestra Vía Láctea.